# Jasmin Phua
Jasmin Phua (* 7. Dezember 2001) ist eine singapurische Leichtathletin, die sich auf den Diskuswurf spezialisiert hat.

## Sportliche Laufbahn
Erste internationale Erfahrungen bei internationalen Meisterschaften sammelte Jasmin Phua im Jahr 2017, als sie bei den Jugendasienmeisterschaften in Bangkok mit 11,63 m den neunten Platz im Kugelstoßen belegte und im Diskusbewerb mit 31,58 m auf Rang zwölf gelangte. Im Jahr darauf belegte sie bei den Juniorenasienmeisterschaften in Gifu mit 39,00 m den siebten Platz und 2022 wurde sie bei den Südostasienspielen in Hanoi mit 44,42 m Fünfte.
2022 wurde Phua singapurische Meisterin im Diskuswurf.